# Heine (krater)
För andra betydelser, se Heine (olika betydelser).
Heine är en nedslagskrater på planeten Merkurius, med en diameter på ungefär 73 kilometer.
1979 uppkallades kratern efter den tyske författaren Heinrich Heine.